# Xerces
Xerces — семейство программных пакетов для синтаксического анализа и работы с XML, ранее являвшееся частью XML-проекта Apache, а теперь являющееся отдельным проектом.
Оно поддерживает и синтаксический анализ и генерацию XML.
Библиотека реализует набор стандартных API для проверки XML, включая DOM, SAX и SAX2.
Реализация поддерживается в языках программирования Java, C++ и Perl.

## Дополнительные источники
- Apache Xerces Project home
- Xerces2 Java Project
- Xerces Javadocs
- Xerces C++ Project
- Tutorial: XML with Xerces for Java
- Stylus Studio support for Xerces